# Allardina
Allardina is een geslacht van kevers uit de familie van de loopkevers (Carabidae). De wetenschappelijke naam van het geslacht is voor het eerst geldig gepubliceerd in 1963 door Basilewsky.

## Soorten
Het geslacht Allardina is monotypisch en omvat slechts de volgende soort:
- Allardina katangana Basilewsky, 1963